# Воскресенское (Сахалинская область)
Воскресе́нское — село в Анивском городском округе Сахалинской области России.

## География
Село находится на берегу реки Лютога, на расстоянии 4 км от города Анива, административного центра округа.

## История
Село основано в 1894 году. В 1905—1945 годах принадлежало японскому губернаторству Карафуто и называлось Минамихирано (яп. 南平野). После передачи Южного Сахалина СССР селу 15 октября 1947 года возвращено прежнее название.

## Население
| 2002 | 2010 | 2013 | 2021 |
| ---- | ---- | ---- | ---- |
| 283  | ↘274 | ↗290 | ↘250 |

### Половой состав
Согласно результатам переписи 2002 года, в селе проживало 283 человека (138 мужчин и 145 женщин).

### Национальный состав
Согласно результатам переписи 2002 года, в национальной структуре населения русские составляли 86 % из 283 чел.

## Улицы
- ул. Зелёная,
- ул. Молодёжная,
- ул. Новая,
- ул. Центральная.